# Golful Sidra
Golful Sidra este un golf, situat în Marea Mediterană. Aceasta se află la nord de țărmul Libiei. 

## Clima
Golful Sidra are cele mai calde ape din Marea Mediterană. 

## Economie
Pe țărmul de nord al Libiei se află importante orașe-port, ce duc un comerț activ, și sunt un punct de export al petrolului libanez. 